# 伊卡拉伊马
伊卡拉伊马是巴西巴拉那州的一个市镇。总面积675.241平方公里，总人口9374人，人口密度13.9人/平方公里。